# Jean Rotrou

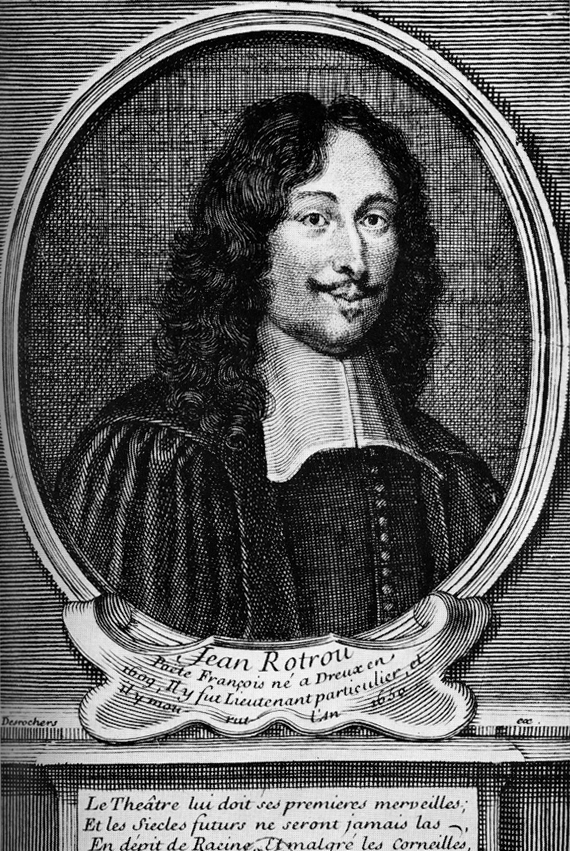
Jean Rotrou

Jean Rotrou (* 21. August 1609 in Dreux; † 28. Juni 1650 in Dreux) war ein französischer Dichter und Dramatiker.

## Leben
Rotrou wurde in Dreux geboren und studierte in seiner Heimatstadt und in Paris. Obwohl er drei Jahre jünger als Pierre Corneille war, begann er seine schriftstellerische Karriere früher als er. 1631 erschien sein erstes Theaterstück L’Hypocondriaque, das dem Grafen von Soissons gewidmet war und das 1776/77 Goethe zu Lila inspirierte. Ab 1632 war er als Schriftsteller angestellt, der für die Schauspieler des Hôtel de Bourgogne schrieb. Sein zweites Stück, La Bague de l’oubli (1635), teilweise eine Adaptation von La sortija del olvido von Lope de Vega, führte in Frankreich eine Reihe von Komödien ein, die spanischen Vorbildern nachempfunden waren. In dieser Zeit hielt er sich häufig in Le Mans bei seinem Gönner de Belin auf, der sich im Streit um Le Cid als Gegner Corneilles hervortat. 1636 übersetzte Rotrou Amphitruo von Plautus unter dem Titel Les Deux Sosies. 1637 starb de Belin, 1639 kaufte Rotrou den Posten eines Ortsmagistraten in Dreux und heiratete im Jahre darauf.
In den 1640er Jahren schrieb Rotrou vier seiner erfolgreichsten Stücke: Le Veritable Saint Genest (aufgeführt 1646, gedruckt 1648) über einen christlichen Märtyrer; die Tragikomödie Don Bertrand de Cabrère (1647); Venceslas (1647; gedruckt 1648), das in Frankreich als sein Meisterwerk gilt; und Cosroès (1649), das in einem orientalischen Rahmen spielt. Insgesamt sind von Rotrou 35 Theaterstücke erhalten.
Als 1650 die Pest in Dreux ausbrach, gelang es Rotrou nicht mehr, nach Paris zu fliehen. Er wurde von der Krankheit angesteckt und starb innerhalb weniger Stunden. Eine Gesamtausgabe seiner Werke wurde 1822 von Viollet-le-Duc herausgegeben.